# Матвеев, Геннадий Васильевич (футболист)
Генна́дий Васи́льевич Матве́ев (6 января 1949, Узловая, Московская область — 1 февраля 2023, Новомосковск, Тульская область) — советский футболист, защитник.

## Карьера
Воспитанник юношеской команды «Локомотив» города Узловая Тульской области. Футбольную карьеру начал в новомосковском «Химике». После службы в армии, которую проходил в хабаровском СКА, вернулся в Новомосковск.
В 1977 году вместе с Вячеславом Мазаловым перешёл из «Химика» в выступавшие в высшей лиге «Крылья Советов» и сразу же заиграл в основном составе. По итогам сезона команда заняла последнее, 16-е место и выбыла из класса сильнейших. Год спустя Матвеев с воронежским «Факелом» завоевал право играть в первой лиге. Завершил выступления в тульском ТОЗе в возрасте 34-х лет.
Скончался 1 февраля 2023 года.

## Достижения
- Победитель первой зоны Второй лиги: 1978